# Poleanî, Jovkva
Poleanî (în ucraineană Поляни) este un sat în comuna Mokrotîn din raionul Jovkva, regiunea Liov, Ucraina.